# Regering van Nationale Eenheid van Myanmar

Vlag van Myanmar.

De Regering van Nationale Eenheid van Myanmar (Birmaans: အမျိုးသားညီညွတ်ရေး အစိုးရ; afgekort NUG, National Unity Government) is een Myanmarese regering in ballingschap, gevormd door het Comité Parlementaire Vertegenwoordiging (CRPH), een groep verkozen wetgevers en parlementsleden die tijdens de staatsgreep van 2021 in Myanmar werden verdreven. Het Europees Parlement heeft de NUG erkend als de legitieme regering van Myanmar. Het omvat vertegenwoordigers van de Nationale Liga voor Democratie (de afgezette regeringspartij van voormalig staatsraadgever Aung San Suu Kyi), opstandige groepen etnische minderheden, en diverse kleinere partijen. De Raad voor het Staatsbestuur - de regerende militaire junta van het land - heeft de NUG illegaal verklaard, en een terroristische organisatie genoemd.

## People's Defence Force

Vlag van de PDF (Myanmar).

Op 5 mei 2021 vormde de Nationale Eenheidsregering, met een aantal Myanmarese jongeren en pro-democratie activisten, de People's Defence Force (“Volksverdedigingsmacht” of Volksleger, Birmaans: ပြည်သူ့ကာကွယ်ရေးတပ်မတော်, geromaniseerd: Pyithú Kakwaeyè Tatmădaw, 'Volksverdedigingsleger'; afgekort: PDF), als haar gewapende vleugel. Al op 8 mei 2021 werd de organisatie door de militaire junta als terroristische organisatie aangemerkt. In oktober 2021 kondigde het ministerie van Defensie van de NUG aan dat het een centraal comité had gevormd om de militaire operaties in het hele land te coördineren, onder één commandoketen. 